# No Surrender 2014
No Surrender 2014 è stata la decima edizione prodotta dalla Total Nonstop Action Wrestling (TNA). 

L'evento ha avuto luogo il 7 agosto 2014, presso il Manhattan Center di New York ed è stato trasmesso il 17 settembre 2014 su Spike TV.

## Risultati
| # | Match | Stipulazioni                                                                                    | Durata |
| - | --- | ----------------------------------------------------------------------------------------------- | ------ |
| 1 | Havok ha sconfitto Taryn Terrell, Angelina Love, Brittany, Madison Rayne, Rebel e Velvet Sky                                           | Battle royal match per determinare il Number One Contender al titolo TNA Knockouts Championship | 06:01  |
| 2 | Chris Melendez ha sconfitto Kenny King                                                                                                 | Single match                                                                                    | 08:01  |
| 3 | Samoa Joe (c) ha sconfitto Homicide per sottomissione                                                                                  | Single match per il titolo TNA X Division Championship                                          | 05:42  |
| 4 | The Wolves (Davey Richards e Eddie Edwards) (c) hanno sconfitto The Hardys (Jeff Hardy e Matt Hardy) ed il Team 3D (Bully Ray e Devon) | 3-way Ladder match per il Titolo\|titolo TNA World Heavyweight Championship                     | 18:10) |
| 5 | Bram ha sconfitto Gunner (con Samuel Shaw)                                                                                             | Single match                                                                                    | 04:06  |
| 6 | Lashley (c) ha sconfitto Bobby Roode                                                                                                   | Single match per il titolo TNA World Heavyweight Championship                                   | 17:09  |
|   | (c) = campione in carica al momento dell'inizio del match.                                                                             |                                                                                                 |        |